# Kalypsó

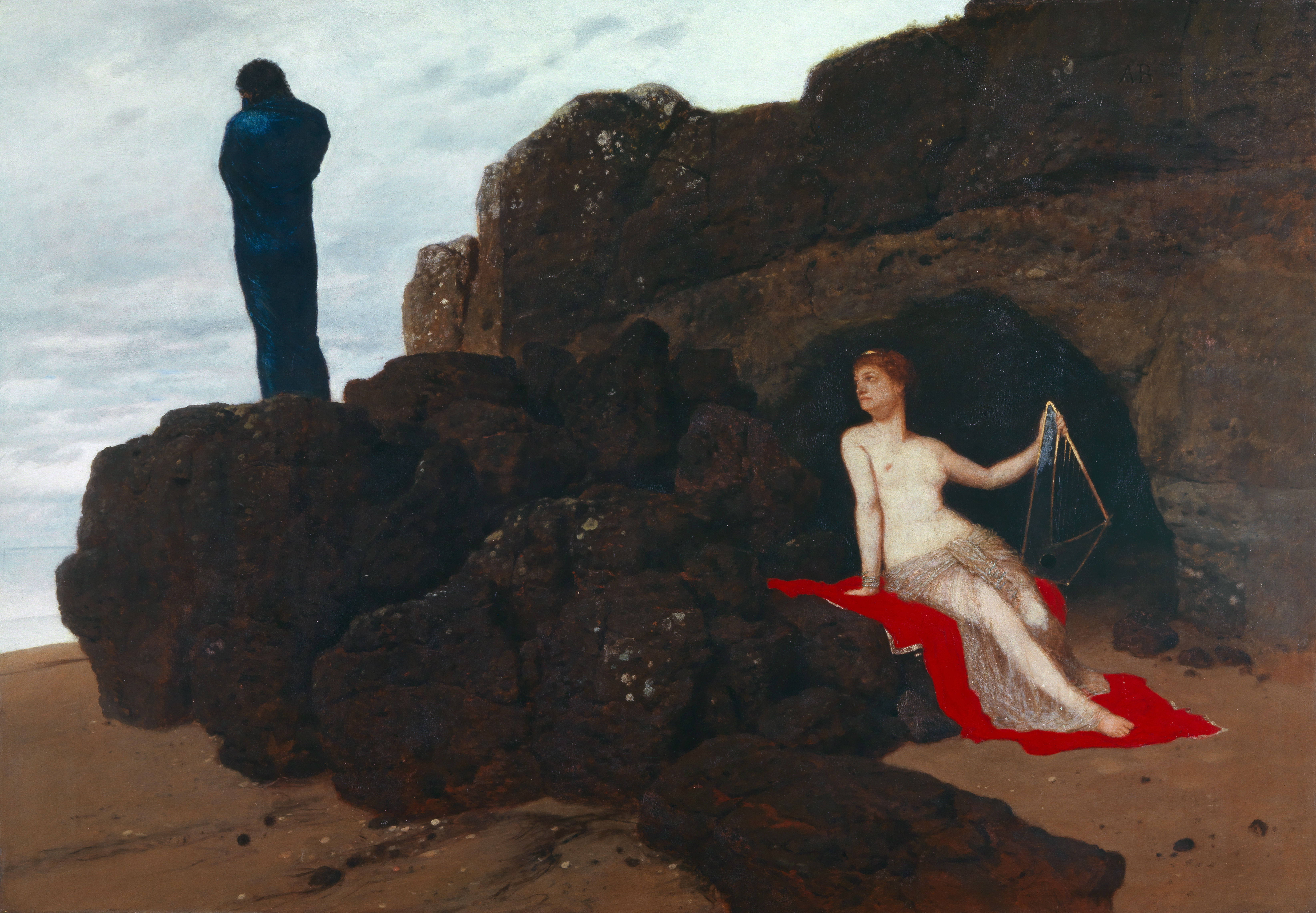
Kalypsó a Odysseus na obrazu Arnolda Böcklina z roku 1883

Kalypsó (řecky Καλυψώ), je v řecké mytologii nymfa. Je dcerou Atlantovou. Žila na ostrově Ógygii. Když na tento ostrov připlul Odysseus, zdržovala jej Kalypsó u sebe sedm let a slibovala mu nesmrtelnost, pokud si ji vezme za ženu. Propustila jej teprve na přímý rozkaz Diův.
Ógygia je ve skutečnosti ostrov Gozo v Regionu Gozo v Maltském souostroví.